# أرانتكسا أورتابيزكايا
أرانتكسا أورتابيزكايا هي مؤلفة وكاتبة سيناريو وأيضا لها أشعار وممثلة من إقليم الباسك المعاصر، من مواليد 1 يوليو عام 1974 ولدت في سان سيباستيان.

## سيرتها
عندما كانت أرانتكسا طالبة في جامعة برشلونة كتبت عدة سيناريوهات ومؤلفات منهم:
1. لوس كواترو فيينتوس، عام1987
2. زيرجاتيك بان بوكس، بلغة الباسك، تحول بعدها وصدر كفيلم عام 1985
3. البانيارين كونكيستا، بلغة الباسك: البانيارين كونكيستا عام 1984

في عام 1981 مثلت أيضًا في فيلم هروب سيغوفيا. وقامت فرقة مسرح الباسك أجيري تياترو بتمثيل روايتها «لماذا بان بوكس» وأدى في مدريد المونولوج الناتج، وهو تفسير من قبل مايتي أجيري للحالة الأنثوية والعزلة النهائية التي أنشأتها. في عام 1988، أنشأت وزارة الثقافة والسياحة في حكومة الباسك مبنى Premio de Merecimiento de las Letras Vascas وعينت أورتابيزكايا عضوًا لتمثيل المصالح الثقافية الباسكية.
بعض من أعمالها تُرجمت للألمانية.

## أعمالها

### قصص قصيرة
1. أنا لست وحيدًا أبدًا لأنني كنت في انتظارك لفترة طويلة (1983، إيرين)
2. ستتغير حياتي هذا العام (1992، إيرين)

### روايات
1. لماذا بان بوكس؟ (1979، هورداغو)
2. دفتر أحمر (1998، إيرين)

### أشعار
1. علي منحدرات الحب عام 1982
2. دفاتر شعر القرن العشرين عام 2000